# Amphoe Bang Pa-in
Amphoe Bang Pa-in (thailändisch อำเภอ บางปะอิน, Aussprache: ʔāmpʰɤ̄ː.bāːŋ.pā.ʔīn) ist ein Landkreis (Amphoe – Verwaltungs-Distrikt) der Provinz Ayutthaya („Provinz Phra Nakhon Si Ayutthaya“). Die Provinz Ayutthaya liegt in der Zentralregion von Thailand.

## Geographie
Bang Pa-in liegt etwa 50 Kilometer nördlich von Bangkok am Mae Nam Chao Phraya (Chao-Phraya-Fluss). Hier liegt auch der königliche Sommerpalast mit dem gleichen Namen.
Benachbarte Landkreise sind (von Norden im Uhrzeigersinn): die Amphoe Phra Nakhon Si Ayutthaya, Uthai und Wang Noi in der Provinz Ayutthaya, Amphoe Khlong Luang in der Provinz Pathum Thani sowie Amphoe Bang Sai wieder in Ayutthaya.
Außerdem befindet sich hier ein Verkehrsknoten der wichtigsten Fernstraßen:
- Route 1
- Bang Pa-in-Nakhon Ratchasima Motorway (im Bau)
- Outer Bangkok Ring Road
- Route 32
- AH1 und  AH2 des Asian Highway Network
- Kunming-Bangkok Expressway

## Geschichte
Bang Pa-In wurde bereits im Königreich Ayutthaya eingerichtet. Es hieß zunächst Khwaeng U Thai. In der Rattanakosin Aera wurde Khwaeng U Thai aufgeteilt in Khwaeng U Thai Noi und U Thai Yai. Im Jahr 1910 wurde Khwaeng U Thai Noi in Phra Ratchawang umbenannt und erhielt den Status eines Amphoe. Später im Jahr 1915 wurde der Kreis erneut umbenannt in Bang Pa-In nach der gleichnamigen Insel Bang Pa-In im Chao Phraya.

## Verwaltung

### Provinzverwaltung
Der Landkreis Bang Pa-in ist in 18 Tambon („Unterbezirke“ oder „Gemeinden“) eingeteilt, die sich weiter in 149 Muban („Dörfer“) unterteilen.
| Nr.  | Name           | Thai       | Muban | Einw.  |
| ---- | -------------- | ---------- | ----- | ------ |
| 01.  | Ban Len        | บ้านเลน     | 12    | 12.179 |
| 02.  | Chiang Rak Noi | เชียงรากน้อย | 12    | 18.091 |
| 03.  | Ban Pho        | บ้านโพ      | 09    | 03.063 |
| 04.  | Ban Krot       | บ้านกรด     | 11    | 07.889 |
| 05.  | Bang Krasan    | บางกระสั้น   | 17    | 11.556 |
| 06.  | Khlong Chik    | คลองจิก     | 08    | 08.100 |
| 07.  | Ban Wa         | บ้านหว้า     | 07    | 02.815 |
| 08.  | Wat Yom        | วัดยม       | 08    | 03.001 |
| 09.  | Bang Pradaeng  | บางประแดง  | 09    | 02.193 |
| 010. | Sam Ruean      | สามเรือน    | 08    | 07.896 |
| 011. | Ko Koet        | เกาะเกิด    | 07    | 02.167 |
| 012. | Ban Phlap      | บ้านพลับ     | 05    | 02.357 |
| 013. | Ban Paeng      | บ้านแป้ง     | 04    | 02.087 |
| 014. | Khung Lan      | คุ้งลาน      | 05    | 03.097 |
| 015. | Taling Chan    | ตลิ่งชัน      | 06    | 01.412 |
| 016. | Ban Sang       | บ้านสร้าง    | 08    | 07.360 |
| 017. | Talat Kriap    | ตลาดเกรียบ  | 08    | 02.930 |
| 018. | Khanon Luang   | ขนอนหลวง   | 05    | 01.678 |

### Lokalverwaltung
Es gibt neun Kommunen mit „Kleinstadt“-Status (Thesaban Tambon) im Landkreis:
- Ban Krot (Thai: เทศบาลตำบลบ้านกรด) bestehend aus dem kompletten Tambon Ban Krot.
- Talat Kriap (Thai: เทศบาลตำบลตลาดเกรียบ) bestehend aus dem kompletten Tambon Talat Kriap.
- Bang Pa-in (Thai: เทศบาลตำบลบางปะอิน) bestehend aus Teilen des Tambon Ban Len.
- Ban Sang (Thai: เทศบาลตำบลบ้านสร้าง) bestehend aus dem kompletten Tambon Ban Sang.
- Phra Inthracha (Thai: เทศบาลตำบลพระอินทราชา) bestehend aus Teilen des Tambon Chiang Rak Noi.
- Prasat Thong (Thai: เทศบาลตำบลปราสาททอง) bestehend aus Teilen des Tambon Ban Len.
- Khlong Chik (Thai: เทศบาลตำบลคลองจิก) bestehend aus dem kompletten Tambon Khlong Chik.
- Chiang Rak Noi (Thai: เทศบาลตำบลเชียงรากน้อย) bestehend aus Teilen des Tambon Chiang Rak Noi.
- Bang Krasan (Thai: เทศบาลตำบลบางกระสั้น) bestehend aus dem kompletten Tambon Bang Krasan.

Außerdem gibt es neun „Tambon-Verwaltungsorganisationen“ (องค์การบริหารส่วนตำบล – Tambon Administrative Organizations, TAO)
- Ban Pho (Thai: องค์การบริหารส่วนตำบลบ้านโพ) bestehend aus den kompletten Tambon Ban Pho, Khanon Luang.
- Ban Wa (Thai: องค์การบริหารส่วนตำบลบ้านหว้า) bestehend aus dem kompletten Tambon Ban Wa.
- Wat Yom (Thai: องค์การบริหารส่วนตำบลวัดยม) bestehend aus dem kompletten Tambon Wat Yom.
- Bang Pradaeng (Thai: องค์การบริหารส่วนตำบลบางประแดง) bestehend aus dem kompletten Tambon Bang Pradaeng.
- Sam Ruean (Thai: องค์การบริหารส่วนตำบลสามเรือน) bestehend aus dem kompletten Tambon Sam Ruean.
- Ko Koet (Thai: องค์การบริหารส่วนตำบลเกาะเกิด) bestehend aus dem kompletten Tambon Ko Koet.
- Ban Phlap (Thai: องค์การบริหารส่วนตำบลบ้านพลับ) bestehend aus dem kompletten Tambon Ban Phlap.
- Ban Paeng (Thai: องค์การบริหารส่วนตำบลบ้านแป้ง) bestehend aus dem kompletten Tambon Ban Paeng.
- Taling Chan (Thai: องค์การบริหารส่วนตำบลตลิ่งชัน) bestehend aus den kompletten Tambon Khung Lan, Taling Chan.